# União Democrática Independente
União Democrática Independente (UDI) é um partido político chileno de direita, fundado como um movimento político em 1983. Seu principal inspirador foi o advogado, político e professor universitário Jaime Guzmán, personagem de destaque na política do Regime Militar e senador de 1990 até seu assassinato em 1 de abril de 1991.
Suas origens ideológicas remontam-se ao Movimento Gremial da Universidade Católica de Chile em 1966, caracterizado por promover a independência e despolitização dos corpos intermediários da sociedade.
Junto com os partidos Renovação Nacional (RN), Evolução Política (Evópoli) e Partido Regionalista Independente (PRI), compõe a coalizão política Chile Vamos.
Conforme os últimos pleitos eleitorales é o partido político mais votado do Chile entre os anos 2001 e 2017,na eleição de deputados,tirando do primeiro lugar nesses anos ao partido Democrata Cristão (DC), no 2017 eles perderam o título de partido mais votado do Chile para o Renovação Nacional (RN).

## Ideologia

### Pessoa, família, sociedade e Estado
O gremialismo - idealizado por Jaime Guzmán - crê na existência de uma ordem moral objetiva inscrita na natureza humana, que é fundamento da civilização cristã, à qual deve se ajustar a organização da sociedade e deve subordinar-se todo o seu desenvolvimento cultural, institucional e econômico. A partir desta concepção fundamental é possível discernir que da dignidade espiritual e transcendente do ser humano emanam direitos inerentes a sua natureza, anteriores e superiores ao Estado.
Desde o ponto de vista da liberdade individual, deve permitir a coexistência entre um exercício não abusivo da liberdade individual e o cumprimento de deveres pessoais e sociais sem os quais a convivência social derive na chamada "anarquia".
A família, núcleo básico da sociedade, deve ser respeitada e fortalecida. As pessoas têm direito a formar agrupamentos intermediários entre a família e o Estado, com autonomia para propender aos seus fins específicos.

### Princípio da subsidiariedade e sociedade livre
A União Democrática Independente postula o princípio de subsidiariedade como base da sociedade livre. O respeito à liberdade pessoal e à autonomia dos corpos sociais intermediários exige que nem o Estado, nem nenhum outro organismo da sociedade invadam ou absorvam o campo específico das entidades menores ou o âmbito da liberdade da cada pessoa.
O Estado tem funções indelegáveis. A defesa nacional; as relações exteriores; a legislatura e o poder judicial ou administrativo das normas que regulam a convivência nas esferas próprias do Direito; a erradicação da miséria e a promoção da maior igualdade possível de oportunidades básicas são, entre outras, tarefas essenciais do Estado. Especialmente corresponde ao Estado velar pelo acesso de toda a população aos benefícios de nutrição infantil, a saúde, a educação, o meio ambiente, entre outras áreas de similar importância social, conforme exija o bem comum e com devido respeito aos direitos das pessoas e ao princípio da subsidiariedade.

### Direitos básicos e segurança
A UDI proclama como essencial o reconhecimento dos direitos e liberdades que uma sociedade livre deve assegurar a seus habitantes, entre os quais ressaltam com especial relevância o direito à vida, incluída a do que está por nascer; o direito à integridade física e psíquica de toda a pessoa, que exclui qualquer urgência ilegítima; a liberdade pessoal e segurança individual.

### Regime político
O regime democrático próprio do Ocidente é a forma de governo inerente à tradição e idiossincrasia chilena. Este regime compreende, entre outros aspectos, a igualdade perante a lei; o robustecimento das funções do Estado, limitando-as ao mesmo tempo às que lhe são próprias; a possibilidade das diversas tendências democráticas de alternar no exercício do poder; a renovação periódica das autoridades políticas e os demais elementos que caracterizam um Estado de direito. Do mesmo modo, consequente com o humanismo próprio de uma sociedade livre, declara-se determinadamente contrária a todo totalitarismo, qualquer que seja sua modalidade.

### Sistema econômico
A UDI propõe uma economia social de mercado, baseada na propriedade privada dos meios de produção e na iniciativa e harmonia social como motores básicos do desenvolvimento econômico, com liberdades econômicas sujeitas a normas éticas rigorosas e a um marco jurídico que impeça seu abuso, fiscalize seus agentes, permita a livre concorrência e evite as práticas monopólicas, promova o desenvolvimento das pequenas e médias empresas e legitime o trabalho e a obtenção lícita de ganho como formas de superação da pobreza e de fortalecer o crescimento econômico e o desenvolvimento do país.

## Estrutura

### Presidente
| Nome                        | Imagem                | Início                  | Fim                                                                                      | Notas |
| --------------------------- | --------------------- | ----------------------- | ---------------------------------------------------------------------------------------- | --- |
| Jaime Guzmán Errázuriz      |                       | 24 de setembro de 1983  | 29 de abril de 1987                                                                      | Fundador do movimento; presidente até a união da UDI com a RN entre 1987 e 1988. |
| Jaime Guzmán Errázuriz      | 22 de outubro de 1988 | 7 de março de 1990      | Retoma funções. Primeiro presidente do partido. Eleito senador para o mandato 1990-1998. | |
| Julio Dittborn Cordua       |                       | 7 de março de 1990      | 19 de fevereiro de 1992                                                                  | Foi deputado por três mandatos (1998-2010). Contribuiu para a única "dobragem" da Aliança, no distrito das Condes.                                                                           |
| Jovino Novoa Vásquez        |                       | 19 de fevereiro de 1992 | 14 de julho de 1994                                                                      | Fundador do Movimento Gremial, junto a Jaime Guzmán. Eleito senador para o mandato 1998-2006 e reeleito para o mandato 2006-2014. Presidente do Senado entre 2009 e 2010.                    |
| Jovino Novoa Vásquez        | 14 de julho de 1994   | 15 de abril de 1998     |                                                                                          | Fundador do Movimento Gremial, junto a Jaime Guzmán. Eleito senador para o mandato 1998-2006 e reeleito para o mandato 2006-2014. Presidente do Senado entre 2009 e 2010.                    |
| Pablo Longueira Montes      |                       | 15 de abril de 1998     | 26 de maio de 2004                                                                       | Deputado de 1990 a 2006; eleito senador para o mandato 2006-2014. Ministro de Economia em 2011.                                                                                              |
| Jovino Novoa Vásquez        |                       | 26 de maio de 2004      | 1 de julho de 2006                                                                       | |
| Hernán Larraín Fernández    |                       | 1 de julho de 2006      | 5 de julho de 2008                                                                       | Senador entre 1994 e 2018; foi o primeiro Presidente do Senado pela UDI (2004-2005). |
| Juan Antonio Coloma Correia |                       | 5 de julho de 2008      | 30 de março de 2012                                                                      | Deputado (1990-2002), Senador (2002-2018). Foi Vice-presidente da Câmara dos Deputados entre 1990 e 1992. O único que tem acedido ao cargo por meio de eleição no conselho geral do partido. |
| Patricio Melero Abaroa      |                       | 30 de março de 2012     | 10 de maio de 2014                                                                       | Deputado (1990-2018), foi Presidente da Câmara dos Deputados. |
| Ernesto Silva Méndez        |                       | 10 de maio de 2014      | 11 de março de 2015                                                                      | Deputado (2010-2018) |
| Javier Macaya Danús         |                       | 11 de março de 2015     | 11 de abril de 2015 (interino)                                                           | Deputado (2010-2018) |
| Hernán Larraín Fernández    |                       | 11 de abril de 2015     | 7 de janeiro de 2017                                                                     | Senador (1994-2018) |
| Jacqueline van Rysselberghe |                       | 7 de janeiro de 2017    | No cargo                                                                                 | Senadora (2014-2022) |

### Secretaria Geral
| Nome                | Imagem | Início                | Fim                  |
| ------------------- | ------ | --------------------- | -------------------- |
| Pablo Longueira     |        | 22 de outubro de 1988 | 7 de março de 1990   |
| Joaquín Lavín       |        | 7 de março de 1990    | 14 de julho de 1994  |
| Juan Antonio Coloma |        | 14 de julho de 1994   | 1 de julho de 2006   |
| Darío Paya          |        | 1 de julho de 2006    | 5 de julho de 2008   |
| Víctor Pérez Varela |        | 5 de julho de 2008    | 30 de março de 2012  |
| José Antonio Kast   |        | 30 de março de 2012   | 10 de maio de 2014   |
| Javier Macaya       |        | 10 de maio de 2014    | 11 de abril de 2015  |
| Guillermo Ramírez   |        | 11 de abril de 2015   | 7 de janeiro de 2017 |
| Pablo Terrazas      |        | 7 de janeiro de 2017  | No cargo             |

### Diretoria atual
A diretoria 2017-2019 está composta por:
- Presidente: Jacqueline van Rysselberghe Herrera
- Secretário Geral: Pablo Terrazas
- Secretário Adjunto: Viviana Paredes
- Vice-presidentes:
  - Juan Antonio Coloma
  - David Sandoval
  - Ena von Baer
  - Giovanni Calderón
  - Álvaro Pillado
  - Guillermo Ramírez[16]
- Tesoureiro: Macarena Santelices

## Resultados eleitorais

### Eleições parlamentares
| Eleição | Deputados | Deputados  | Deputados | Senadores | Senadores  | Senadores |
| Eleição | Votos     | % de votos | Cadeiras  | Votos     | % de votos | Cadeiras  |
| ------- | --------- | ---------- | --------- | --------- | ---------- | --------- |
| 1989    | 667 369   | 9,17%      | 11 / 120  | 347 445   | 5,11%      | 2 / 47    |
| 1993    | 816 104   | 12,50%     | 15 / 120  | 190 283   | 10,15%     | 3 / 47    |
| 1997    | 837 736   | 14,45%     | 17 / 120  | 728 680   | 17,19%     | 5 / 49    |
| 2001    | 1 547 209 | 25,18%     | 31 / 120  | 263 035   | 15,18%     | 11 / 49   |
| 2005    | 1 456 430 | 22,34%     | 33 / 120  | 1 028 925 | 21,56%     | 9 / 38    |
| 2009    | 1 507 001 | 23,04%     | 37 / 120  | 403 741   | 21,30%     | 8 / 38    |
| 2013    | 1 174 411 | 18,92%     | 29 / 120  | 662 447   | 14,69%     | 8 / 38    |
| 2017    | 957 245   | 15,69%     | 30 / 155  | 210 897   | 12,66%     | 9 / 43    |

### Eleições municipais
| Eleição | Prefeitos | Prefeitos  | Prefeitos | Vereadores  | Vereadores | Vereadores  |
| Eleição | Votos     | % de votos | Cadeiras  | Votos       | % de votos | Cadeiras    |
| ------- | --------- | ---------- | --------- | ----------- | ---------- | ----------- |
| 1992    |           |            | 10 / 334  | 652 954     | 10,19%     | 184 / 1 748 |
| 1996    | 42 / 341  | 820 660    | 13,02%    | 257 / 1 789 |            |             |
| 2000    | 45 / 341  | 1 040 349  | 15,97%    | 229 / 1 783 |            |             |
| 2004    | 1 228 808 | 19,47%     | 51 / 345  | 1 151 703   | 18,81%     | 404 / 2 144 |
| 2008    | 1 275 653 | 20,05%     | 58 / 345  | 840 929     | 15,09%     | 351 / 2 146 |
| 2012    | 997 036   | 17,99%     | 47 / 345  | 733 855     | 13,75%     | 352 / 2 224 |
| 2016    | 707 715   | 14,79%     | 52 / 345  | 732 455     | 16,12%     | 391 / 2 240 |

Nota: Entre 1992 e 2000, os pleitos municipais elegiam somente os vereadores. Em 1992 houve prefeitos que compartilharam a metade do seu mandato com outro vereador. A partir de 2004, as eleições municipais passou a aderir as votações de prefeito e vereadores em separado. Os resultados da eleição de vereadores de 2016 inclui os candidatos independentes apoiados pelo partido dentro da coalizão "Chile Vamos UDI-Independentes".

### Eleições de conselheiros regionais
| Eleição | Votos   | % de votos | Cadeiras |
| ------- | ------- | ---------- | -------- |
| 2013    | 818 757 | 14,10%     | 47 / 278 |
| 2017    | 945 290 | 16,26%     | 52 / 278 |

## Logotipos
| Período        | Descrição |
| -------------- | --- |
| 1983 - 1989    | As letras "UDI" em maiúsculas de tamanho igual formadas por uma faixa azul e outra vermelha, separadas por um espaço neutro: o traço azul é exterior na letra "U" e no "D" e está à direita na letra "I"; a faixa vermelha apresenta uma largura decrescente nas letras "U" e "D"; as letras UDI encontram-se escritas em linha reta diagonal, crescente da esquerda à direita sobre uma faixa de fundo branco: na margem inferior da faixa branca existe um fundo vermelho e na margem superior da faixa branca existe um fundo azul que, acima da letra "I" apresenta, em branco, uma pequena estrela de cinco pontas, com inclinação diagonal semelhante a faixa branca. |
| 1989 - 2005    | Uma letra "U" maiúscula sobre a qual está posta uma seta direcionada para o alto, se formando uma letra "U" na cor azul, tendo nos extremos superiores dois triângulos isósceles de cor vermelha, que delimitam a seta branca. Este logotipo foi oficializado perante o Serviço Eleitoral do Chile em maio de 1993. |
| 2005 - 2016    | A sigla "udi" passa a ser escrita em letras manuscritas de cor azul (Códigos: Pantone 286 C; #005DAA), um ponto vermelho (Pantone 032 C; #EF3340) sobre a letra I, e as letras sublinhadas com um traço amarelo (Pantone 1235 C; #FFB81C); abaixo ao traço amarelo, está posta a palavra "popular", em letras de forma azul, no mesmo tom de cor que a palavra "udi". |
| 2016- 2017     | No Conselho Geral do partido, realizado em 19 de março de 2016, foi apresentado um novo logotipo, que consiste nas palavras "União Democrata Independente" em itálico na cor azul. No extremo inferior direito, sete pequenos quadrados de diferentes cores (da esquerda para a direita: vermelho, amarelo, roxo, verde, azul, laranja e azul celeste). |
| 2017- Presente | O Conselho Geral do partido, realizado em 12 de abril de 2017, novamente modificou o logotipo, estabelecendo uma versão inspirada no clássico logo utilizado entre 2005 e 2016. |

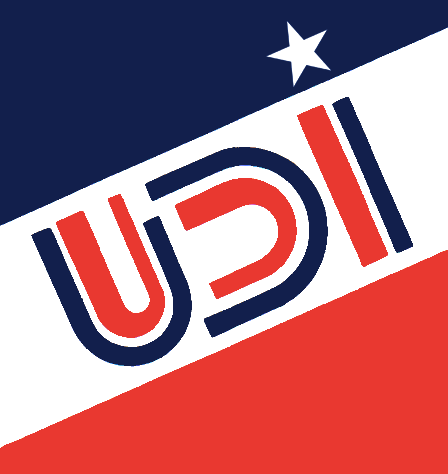
1983-1989
1989-2005
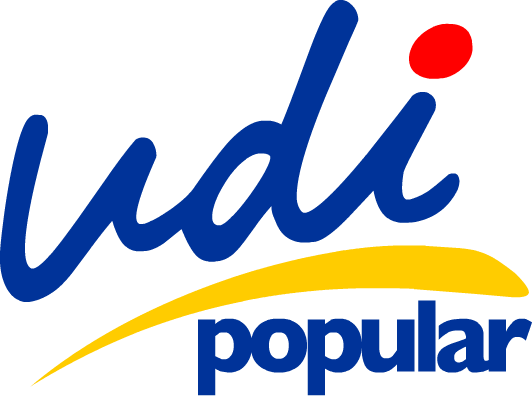
2005-2016
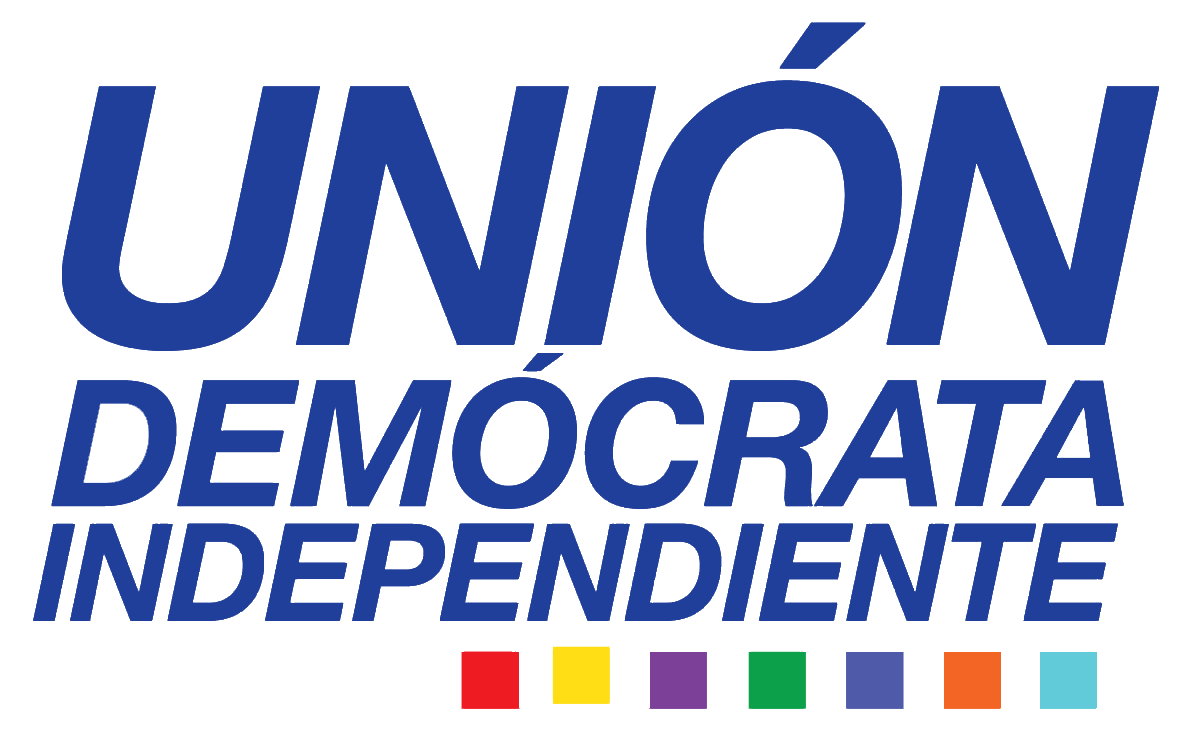
2016-2017
2017-presente

## Slogans de campanha
| Ano                   | Slogan |
| --------------------- | --- |
| Plebiscito de 1988    | UDI, força criadora. (UDI, fuerza creadora.)                                                                                   |
| Parlamentares em 1989 | UDI, uma nova geração para o Chile. (UDI, una nueva generación para Chile.)                                                    |
| Municipais em 1992    | |
| Parlamentares em 1993 | UDI, força criadora. (UDI, fuerza creadora.)                                                                                   |
| Municipais em 1996    | Hoje pela comuna, amanhã o país. (Hoy por la comuna, mañana el país.)                                                          |
| Parlamentares em 1997 | Homens de trabalho para conduzir o Chile. (Hombres de trabajo para conducir a Chile.)                                          |
| Municipais em 2000    | Com a UDI, viva a mudança. (Con la UDI, viva el cambio.)                                                                       |
| Parlamentares em 2001 | A UDI é a mudança. (La UDI es el cambio.)                                                                                      |
| Municipais em 2004    | Dê mudança, dê UDI. A resposta do Chile. (Di cambio, di UDI. La respuesta de Chile.)                                           |
| Parlamentares em 2005 | UDI, a esperança popular. (UDI, la esperanza popular.)                                                                         |
| Municipais em 2008    | Não mais Concertação. (No más Concertación.)                                                                                   |
| Parlamentares em 2009 | UDI, o motor da mudança popular. (UDI, el motor del cambio popular.)                                                           |
| Municipais em 2012    | Um Chile novo. (Un Chile nuevo.)                                                                                               |
| Primárias em 2013     | Por um Chile mais justo. (Por Un Chile Más Justo.)                                                                             |
| Parlamentares em 2013 | Vamos a Grande Final. (Vamos por la Gran Final.)                                                                               |
| Municipais em 2016    | |
| Primárias em 2017     | Piñera, a UDI está contigo. (Piñera, la UDI está contigo.)                                                                     |
| Parlamentares em 2017 | Há equipe. (Hay equipo.) |
| Municipais em 2021    | Comprometida contigo. (Comprometida contigo.)                                                                                  |
| Primárias em 2021     | Unidos ganhamos. Lavín, o Presidente com espírito de Prefeito. (Unidos ganamos. Lavín, el presidente con espíritu de alcalde.) |
| Parlamentares em 2021 | As pessoas são o centro. (Las personas son el centro.)                                                                         |